# 虎神庙区
虎神庙区，是曼谷拍那空县的一个区。

## 历史
虎神庙区因区内的华人庙宇玄天上帝廟得名，“虎神庙”是泰语对该庙的称呼，该庙是曼谷重要的华人庙宇。

## 目的地
- 打恼路玄天上帝庙[2]
- 三判（英语：Sam Phraeng）：著名旧街区[3]
- Wat Buranasiri Mattayaram：佛寺[4]
- 拍那空商业技术学院（Phranakorn Commercial Technological College）：泰国首所商学院[5]